# Real Carlos (1787)
El Real Carlos fue un navío de línea español de 112 cañones que prestó servicio en la Armada Española desde que fue botado el 4 de noviembre de 1787, hasta que explotó en la noche del 12 de julio de 1801. Su nombre de advocación era Santiago. Se construyó según el proyecto de Romero Landa y pertenecía a la serie de los Santa Ana.

## Construcción
Se construyó siguiendo el proyecto de los Santa Ana, siendo los siguientes ocho navíos pertenecientes a tal serie: Santa Ana, el primero y el que da nombre a la serie, Mejicano, Conde de Regla, Salvador del Mundo, Real Carlos, San Hermenegildo, Reina María Luisa y Príncipe de Asturias.
A su entrega contaba con 30 cañones de 36 libras en la primera batería, en la segunda batería 32 cañones de 24 libras, en la tercera batería 32 cañones de 12 libras, en el alcázar doce cañones de 8 libras y finalmente en el castillo de proa seis cañones de 8 libras. Sus dimensiones eran de una eslora de 210 pies de Burgos, una manga de 58 pies y un puntal de 27 pies y 6 pulgadas.

## Historial

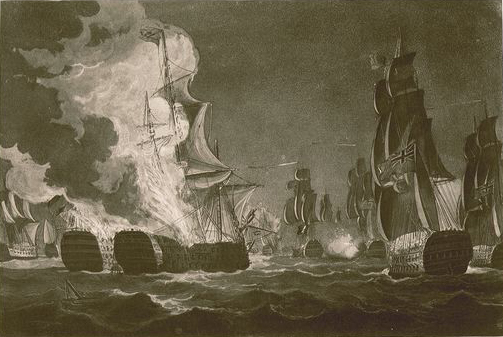
El navío Real Carlos y el San Hermenegildo momentos antes de estallar en el mar a causa del fuego amigo, pintado por Thomas Whitcombe.

En 1793 estaba capitaneado por Baltasar Sesma y Zaylorda y se juntó a la escuadra del Teniente General Francisco de Borja y Poyo como buque insignia. Partió a una expedición hacia Cerdeña donde se tomaron las islas de San Pietro y San Antioco a los franceses.
El 8 de abril de 1799 sale de Ferrol con la escuadra del teniente general Francisco Melgarejo, junto con los navíos Argonauta, Monarca, San Agustín, Castilla, dos fragatas y un bergantín. Tenían como objetivo unirse con otra escuadra francesa y desembarcar en Irlanda para promover un alzamiento de la región contra los ingleses.
El intento sería frustrado finalmente, debido a la presencia en el Canal de la Mancha de 40 navíos ingleses, por lo que el capitán Melgarejo tomó la acertada decisión de no entrar en combate y retirarse hasta Ferrol, llegando el 11 de septiembre.
El 4 de enero de 1800 asumió el mando del navío José de Ezquerra y Guirior. El 25 y 26 de agosto participó junto a los navíos San Hermenegildo, Argonauta y Monarca,  las fragatas  Nuestra Señora de la Asunción, Nuestra señora de la Paz, Nuestra Señora de las Mercedes y Santa Clara los bergantines Palomo y Vivo y la balandra Alduides  en la defensa del puerto del Ferrol, a raíz del desembarco de los ingleses en aquella costa el 25 de agosto de 1800, consiguiendo repeler el intento de incursión contra el puerto de Ferrol por parte de las tropas inglesas.
El 13 de junio de 1801 tiene lugar la batalla de Algeciras, en la que una flota hispano-francesa vence a los ingleses en la bahía de Algeciras. Una vez finalizada la contienda, la flota regresa en dirección a Cádiz. El Real Carlos navegaba junto con otros navíos en dos líneas paralelas, y la noche del 11 de julio fue cañoneado por el británico HMS Superb alcanzando también al navío español San Hermenegildo que se encontraba a babor del Real Carlos. En la confusión de la noche, Real Carlos y San Hermenegildo se tomaron como enemigos y se batieron en combate hasta que ambos navíos explotaron, llevándose consigo a casi 1700 hombres. Solamente se salvaron unos centenares, considerándose una de las mayores tragedias marítimas.

### Listas relacionadas
• Navíos de línea de la Armada Española